# Milkom
Milkom (in ebraico מִלְכֹּם, milkom, forse da malkām, "il loro re"), era la principale divinità della religione degli Ammoniti, una delle maggiori tribù della Palestina.
Confuso fin dalle tradizioni più antiche della Bibbia con Moloch. In molti ricollegano la sua figura a quella siro-palestinese Hadad e quella fenicia di Melqart. 

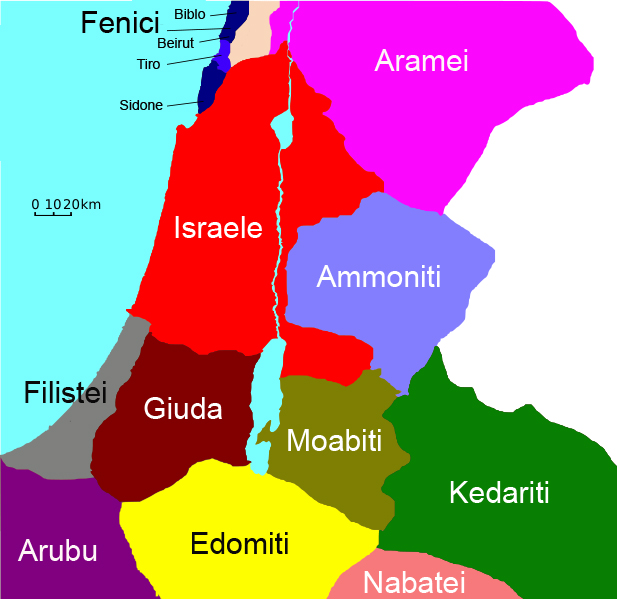
Mappa della Palestina. Vicino a Israele è situato il paese di Ammon, popolare per il culto di Milkom

## Ritrovamenti archeologici
Durante gli scavi presso Amman nel 1961, nella cittadella dell'età del ferro, è emersa un'iscrizione del IX/VIII secolo a.C. (Citadel inscription, text: CScr II, 139). Essa riporta che il dio Milkom esorta il re a costruire un edificio con portici e stanze sotto la protezione della divinità. Milkon non è solo colui a cui viene dedicato, ma anche il patrono dell'edificio. Il termine che lo indica, appellativo di re (mlk-m), lo attesta quale divinità suprema della dinastia ammonita. 
Il ritrovamento di ostrakon con le impressioni di sigilli (spesso riportanti tori o arieti), indica che il suo nome costituiva la radice di più nomi personali.

## Culto
Il suo culto era particolarmente diffuso, tanto da essere citato anche nell'Antico Testamento, in quanto il re Salomone gli dedicò una cappella votiva sul Monte degli Ulivi, distrutta tempo dopo a causa della riforma di Giosia che vietò culti estranei in Israele.
(1° Libro dei Re, Nuova Riveduta)
Forse dedicato a questa divinità, è stato ritrovato un edificio cultuale del XIII secolo a.C., con una pianta a forma quadrata priva di tetto. Negli ambienti, sette per la precisione, sono stati ritrovati un altare con alcuni resti di ossa e molte armi. Benché siano state avanzate ipotesi a proposito di sacrifici umani, si ritiene che il luogo fosse quello ripreso dal Libri di Samuele (21,1-14) a proposito della strage dei figli di Saul da parte degli abitanti di Gibeon.